# Ренцо Самбо
Ренцо Самбо (італ. Renzo Sambo, 17 січня 1942 — 10 серпня 2009) — італійський академічний веслувальник.
Олімпійський чемпіон 1968 року в складі розпашної двійки зі стерновим, учасник 1972 року.
Бронзовий призер Чемпіонату світу 1966 року в складі розпашної двійки зі стерновим.
Чемпіон Європи 1967 року в складі розпашної двійки зі стерновим, срібний призер 1965 року в складі розпашної двійки зі стерновим.